# تپه اطراف شهر سوخته ۷۰
تپه‌های اقماری شهر سوخته ۷۰ مربوط به هزاره سوم قبل از میلاد است و در شهرستان زابل، بخش شیب آب، روستای حومه شهر سوخته واقع شده و این اثر در تاریخ ۱۱ مرداد ۱۳۸۴ با شمارهٔ ثبت ۱۲۵۳۰ به‌عنوان یکی از آثار ملی ایران به ثبت رسیده است.